# ديفيد بيرنسايد
ديفيد بيرنسايد (بالإنجليزية: David Burnside)‏ هو مدرب كرة قدم ولاعب كرة قدم بريطاني، ولد في 10 ديسمبر 1939 في Kingswood, Stroud District ‏ في المملكة المتحدة، وتوفي في 17 أكتوبر 2009 في برستل في المملكة المتحدة. شارك مع منتخب إنجلترا تحت 21 سنة لكرة القدم. أما مع النوادي، فقد لعب مع كريستال بالاس وكولتشستر يونايتد ولوس أنجلوس وولفز ونادي بريستول سيتي ونادي بليموث أرجايل ونادي ساوثهامبتون ونادي مينهيد ووست بروميتش ألبيون ووولفرهامبتون واندررز.

## وصلات خارجية
- ديفيد بيرنسايد على موقع الاتحاد الدولي (مؤرشف)  (الإنجليزية)
- ديفيد بيرنسايد على موقع قاعدة بيانات كرة القدم.إي يو (الإنجليزية)
- ديفيد بيرنسايد على موقع Soccerbase.com (مدرب) (الإنجليزية)
- ديفيد بيرنسايد على موقع عالم كرة القدم.نت (الإنجليزية)